# Diaphorus oculatus
Diaphorus oculatus är en tvåvingeart som först beskrevs av Fallen 1823.  Diaphorus oculatus ingår i släktet Diaphorus och familjen styltflugor. Arten är reproducerande i Sverige. Inga underarter finns listade i Catalogue of Life.